# Maj Sjöwall

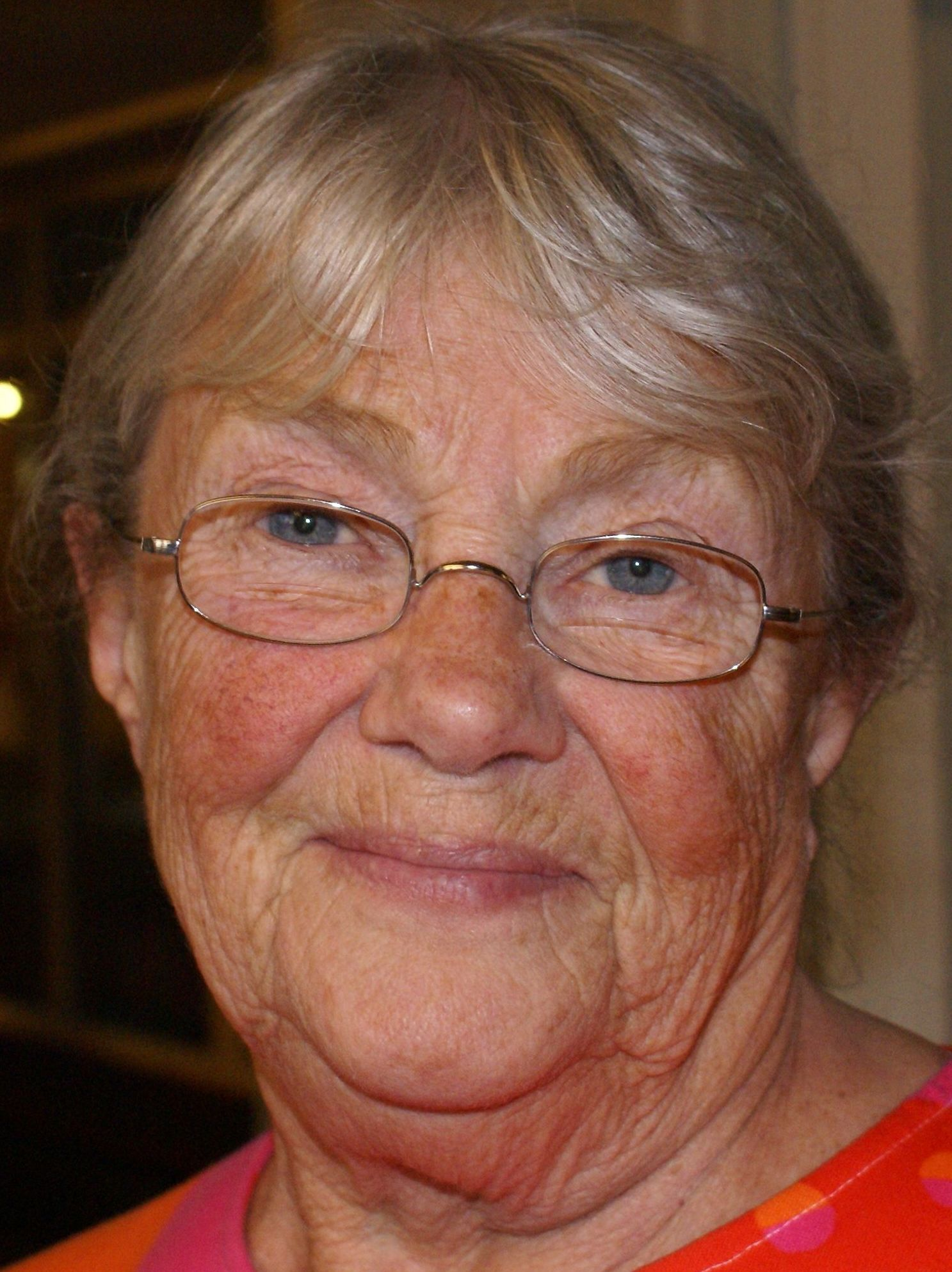
Maj Sjöwall (2009)

Maj Sjöwall (* 25. September 1935 in Stockholm; † 29. April 2020 in Landskrona) war eine schwedische Schriftstellerin und Übersetzerin.

## Leben
Sjöwall studierte Grafik und Journalismus. Danach arbeitete sie für mehrere Zeitungen. 1961 lernte sie ihren Kollegen Per Wahlöö kennen, mit dem sie ab 1963 zusammenlebte. Beide waren Marxisten. Sjöwall starb Ende April 2020 im Alter von 84 Jahren nach langer Krankheit.

## Werk
Sjöwall schrieb mit Wahlöö den weltweit erfolgreichen, aus zehn Bänden bestehenden gesellschaftskritischen Kriminalroman-Zyklus Roman über ein Verbrechen mit der Hauptfigur des schwedischen Polizisten Martin Beck. Die Bücher wurden in 40 Sprachen übersetzt (Stand Frühjahr 2020), für Kino und Fernsehen verfilmt und als Hörspiele bearbeitet. Sie gewannen zahlreiche Preise, u. a. 1971 einen Edgar Allan Poe Award in der Kategorie Best Novel für den Roman The Laughing Policeman (Original: Den skrattande polisen; dt.: Endstation für neun). Nach dem Tod Per Wahlöös im Jahr 1975 schrieb Maj Sjöwall nur noch wenige Kriminalromane, die nicht an den Erfolg der Martin-Beck-Romane anknüpfen konnten. Sie arbeitete später als Übersetzerin für Kriminalliteratur.
Die Person des Kommissars Martin Beck wurde in einigen Fernsehfilmen nach Motiven von Sjöwall und Wahlöö fortgeführt.
1996 erhielt Sjöwall für die erste Serienverfilmung von Kommissar Beck den Adolf-Grimme-Preis (zusammen mit Gösta Ekman).

## Veröffentlichungen
Mit Per Wahlöö:
- 1965–1975 Roman om ett brott (dt. Roman über ein Verbrechen)

1. Roseanna (1965, dt. Die Tote im Götakanal)
2. Mannen som gick upp i rök (1966, dt. Der Mann, der sich in Luft auflöste)
3. Mannen på balkongen (1967, dt. Der Mann auf dem Balkon)
4. Den skrattande polisen (1968, dt. Endstation für neun (BRD) und Der lachende Polizist (DDR))
5. Brandbilen som försvann (1969, dt. Alarm in Sköldgatan)
6. Polis, polis, potatismos! (1970, dt. Und die Großen lässt man laufen)
7. Den vedervärdige mannen från Säffle (1971, dt. Das Ekel aus Säffle)
8. Det slutna rummet (1972, dt. Verschlossen und verriegelt (BRD) und Der verschlossene Raum (DDR))
9. Polismördaren (1974, dt. Der Polizistenmörder)
10. Terroristerna (1975, dt. Die Terroristen)

- Sista resan och andra berättelser [Die letzte Reise und andere Geschichten] (2007)

Mit anderen Co-Autoren:
- Dansk intermezzo: novelle [Dänisches Intermezzo] (1989, zusammen mit Bjarne Nielsen) (dänisch)
- Kvinnan som liknade Greta Garbo, niederländisch: De vrouw die op Greta Garbo leek  (1990, zusammen mit Tomas Ross, dt. Eine Frau wie Greta Garbo)
- Erbsensuppe flambiert (2003, zusammen mit Jürgen Alberts), ISBN 3-203-85209-8
- Der letzte Raucher (2009, zusammen mit Jürgen Alberts), In: Tödliche Elemente, (Hörbuch), ISBN 9783867172295
- Kriminelles Doppel (2009, zusammen mit Jürgen Alberts)